# Metaplusia trichodisca
Metaplusia trichodisca är en fjärilsart som beskrevs av Dyar 1925. Metaplusia trichodisca ingår i släktet Metaplusia och familjen nattflyn. Inga underarter finns listade i Catalogue of Life.